# Artur Wasner
Artur Wasner (ur. 1887 r. w Łaziskach Górnych, zm. 1938 r. w Dąbrowicy) – niemiecki malarz impresjonista.

## Życiorys
Urodził się w 1887 r. w Łaziskach Górnych, w rodzinie inspektora górniczego. Po śmierci ojca także kształcił się w zawodzie górnika, jednak wybuch w kopalni nieomal pozbawił go słuchu, a tym samym możliwości pracy w tym zawodzie. 
W latach 1906–1909 studiował w pracowniach Eduarda Kaempffera i Carla Ernsta Morgensterna na wrocławskiej Królewskiej Szkole Sztuki i Rzemiosła – najprawdopodobniej dzięki wsparciu prywatnego mecenasa. Szczególnie Morgenstern wpłynął na zainteresowanie Wasnera kompozycjami pejzażowymi. Podróżował po Holandii, Francji, Włoszech, Rosji i Hiszpanii, gdzie uzyskał tytuł profesora na Akademii Sztuk Pięknych w Madrycie. Po powrocie do Wrocławia w 1914 r. założył w kolejnym roku prywatną szkołę malarską. Od 1936 r. mieszkał w Dąbrowicy koło Oleśnicy
Impresjonista, w swojej twórczości malował pejzaże, martwe natury, portrety, sceny rodzajowe, wnętrza i akty – wiele z tych prac zaginęło podczas II wojny światowej. Jego obrazy znajdują się m.in. w zbiorach Muzeum Narodowego we Wrocławiu.
Zmarł w 1938 r. w Dąbrowicy koło Szczodrego.